# Mussey-sur-Marne
 Mussey-sur-Marne  ist eine französische Gemeinde mit 368 Einwohnern (Stand 1. Januar 2022) im Département Haute-Marne in der Region Grand Est. Sie gehört zum Arrondissement Saint-Dizier und zum Kanton Joinville.

## Geografie
Die Gemeinde Mussey-sur-Marne liegt an der oberen Marne, acht Kilometer südlich von Joinville und 33 Kilometer nördlich von Chaumont. Durch die Gemeinde führt die dem Marnetal folgende Route nationale 67. Umgeben wird Mussey-sur-Marne von den Nachbargemeinden  Fronville im Norden, Saint-Urbain-Maconcourt im Nordosten, Donjeux im Südosten, Rouvroy-sur-Marne im Südwesten sowie Blécourt im Westen.

## Bevölkerungsentwicklung
| Jahr      | 1962 | 1968 | 1975 | 1982 | 1990 | 1999 | 2008 | 2019 |
| --------- | ---- | ---- | ---- | ---- | ---- | ---- | ---- | ---- |
| Einwohner | 380  | 398  | 351  | 341  | 339  | 339  | 334  | 381  |

## Sehenswürdigkeiten
- Kirche Mariä Geburt aus dem 13. Jahrhundert

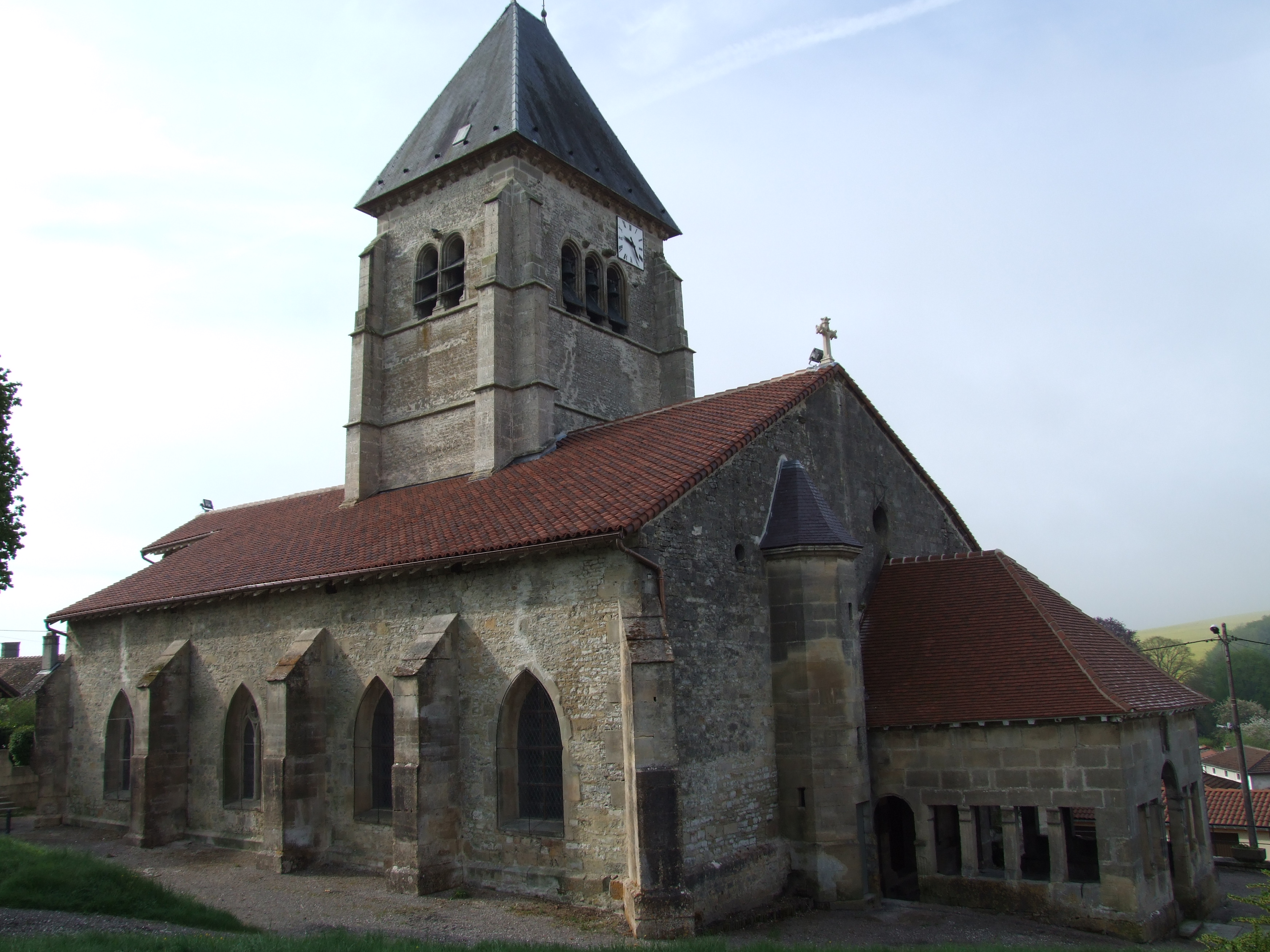
Kirche Mariä Geburt
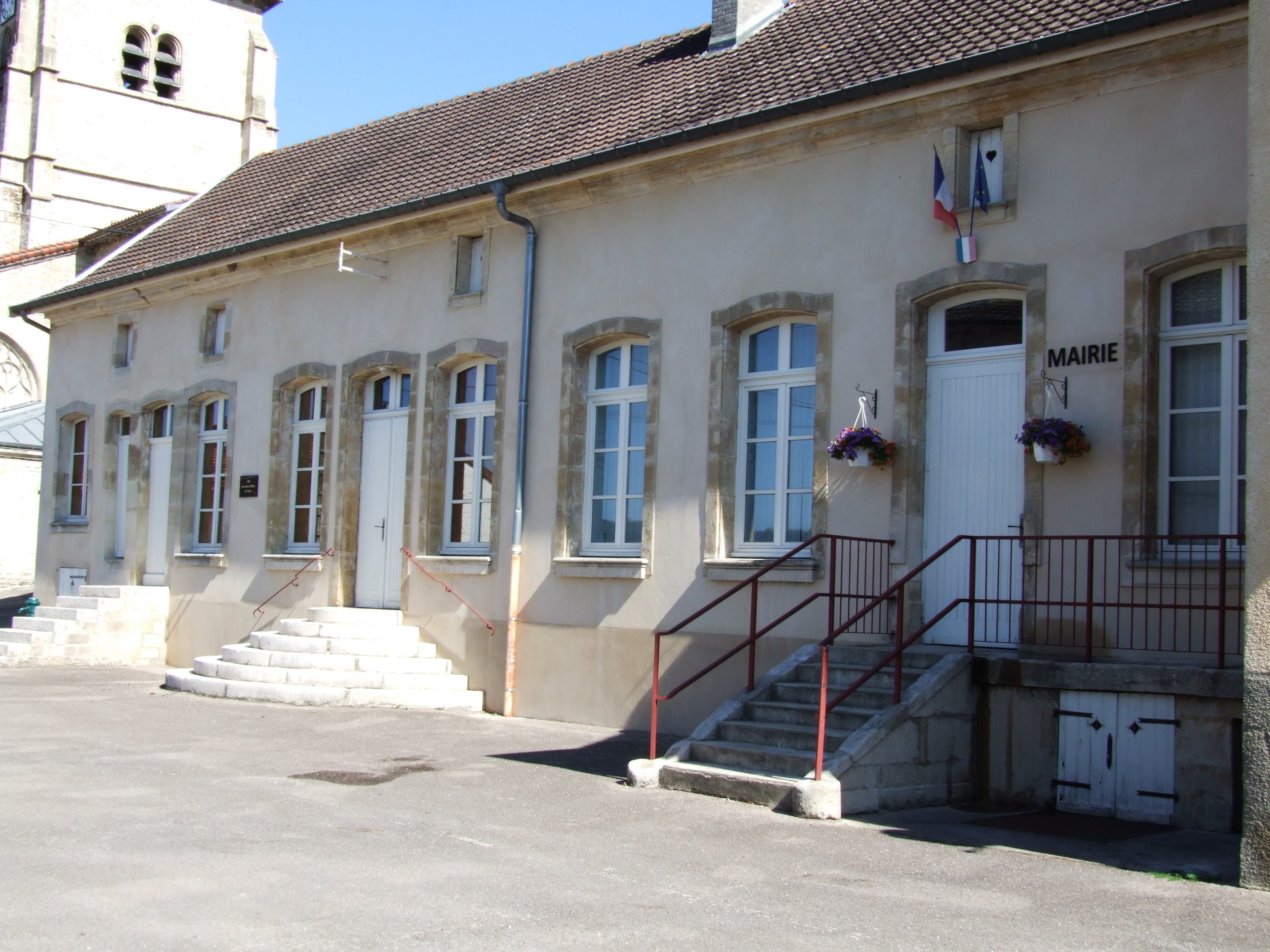
Mairie von Mussey-sur-Marne